# Kalvdans

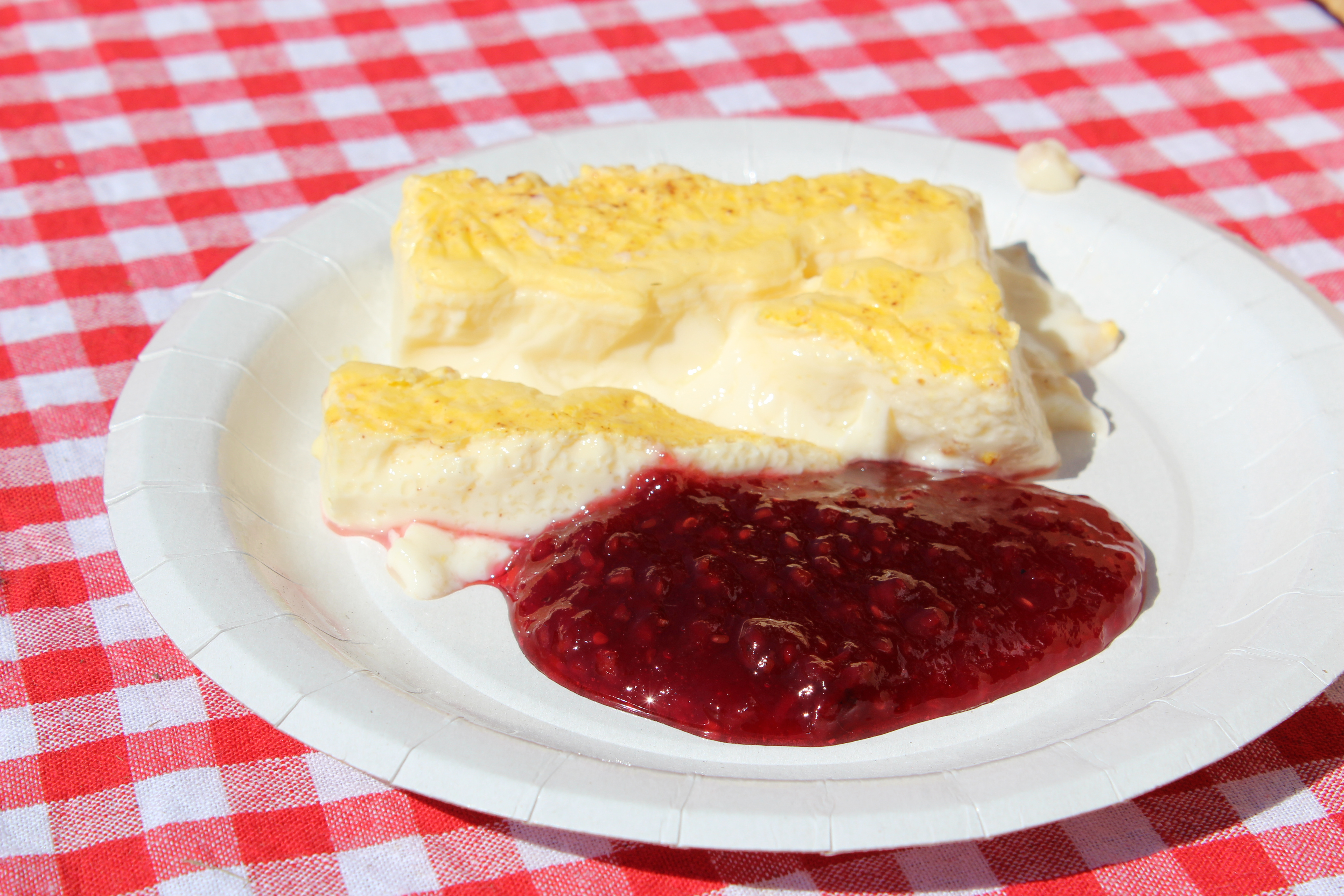
Kalvdans med hallonsylt.

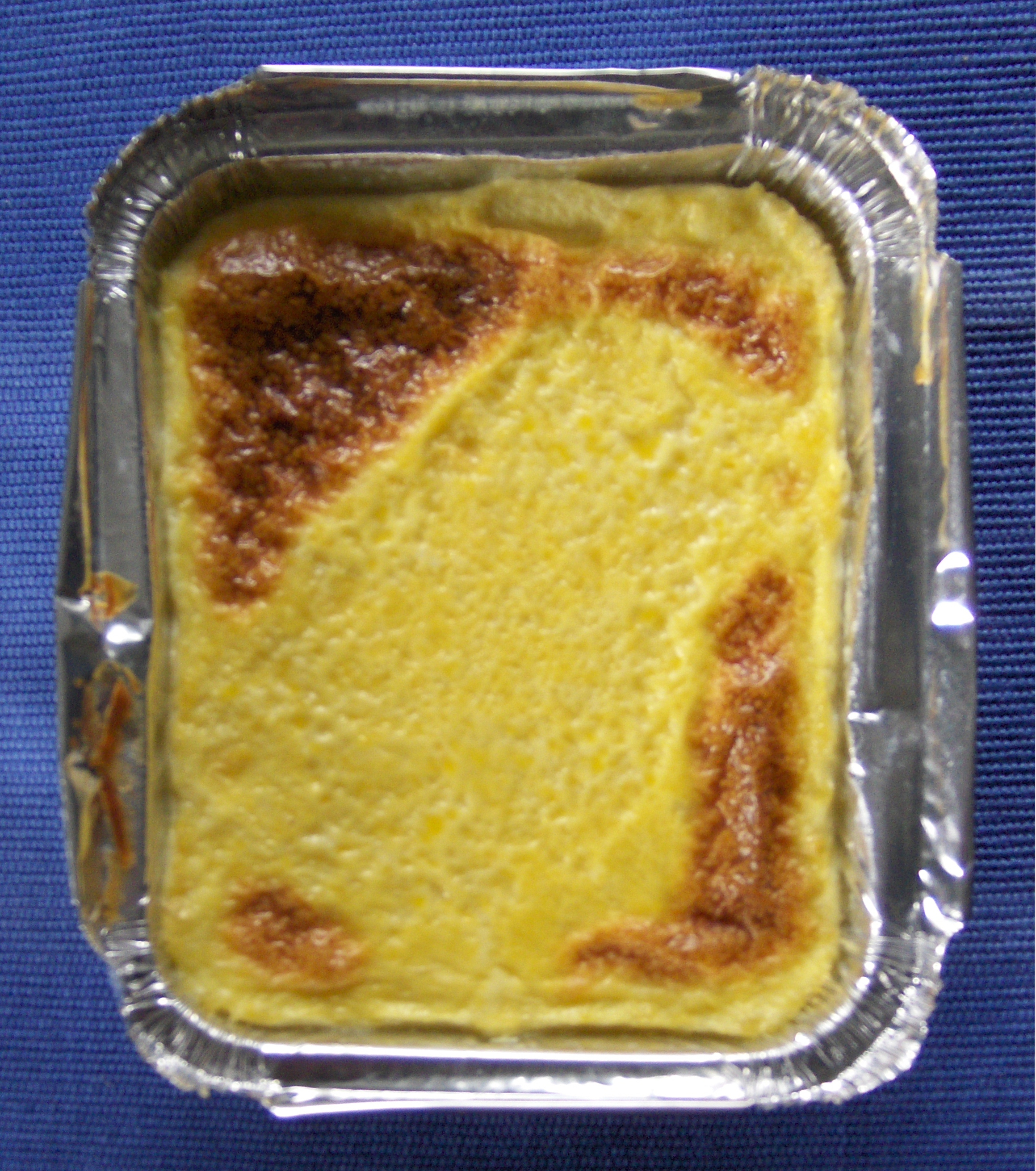
Maträtten kalvdans

Kalvdans eller råmjölkspannkaka (kallas även på vissa platser kalvost) är en efterrätt gjord av råmjölk. Råmjölken kryddas och kokas tillsammans med socker och salt, i vattenbad i ugnen tills den stelnar till en krämig konsistens. En vanlig kryddning är kanel eller kardemumma men även saffran, vanilj,  lakrits eller andra kryddor samt russin förekommer. Kalvdans serveras sedan varm, ljummen eller kall med sylt. Den kan också serveras brynt, alltså lättare stekt i skivor.
En variant av kalvdans utan råmjölk, kallad "falsk kalvdans" eller "mjölkpudding", kan tillagas med torrmjölk, proteinberikad baristamjölk och ägg, som då får ersätta den proteinrika råmjölken.